# Colle del Lis
Il Colle del Lis (reso anche con la grafia Colle del Lys) è un valico alpino delle Alpi Graie situato in città metropolitana di Torino e che collega la bassa Valle di Susa con la Valle di Viù, più precisamente i comuni di Rubiana e di Viù.

## Toponimo
Sulla cartografia ufficiale nazionale e su quella regionale del Piemonte il valico è chiamato colle del Lis mentre altre fonti, anche autorevoli come l'ex Provincia di Torino, rendono il toponimo con la grafia colle del Lys.

## Descrizione
Il colle si apre tra il Monte Arpone e il Monte Pelà e si trova alla testata della Val Messa (tributaria della Dora Riparia) e del Vallone di Richiaglio (tributario della Stura di Viù).
È raggiungibile in auto da Viù o da Rubiana tramite la SP 197 "del Colle del Lys" ed è un buon punto panoramico sulle vallate e sulla pianura torinese. 
Non lontano dal colle sorge il santuario della Madonna della Bassa.
Dal 2004 la zona è stata inclusa nel Parco Naturale di interesse provinciale del Col del Lys, inserendo nel sistema delle aree protette regionali un'area la cui tutela che era stata iniziata con l'istituzione, da parte della Provincia di Torino, di un Parco Pubblico Montano.
Raggiungere il Parco del Colle del Lys è possibile attraverso le linee GTT partendo da Porta Susa, sempre in provincia di Torino. Se lo si vuole raggiungere con mezzi propri, invece, ci sono tre vie possibili. La prima, partendo da Torino: strada per Lanzo-Germagnano-Viù-Colle del Lys. La seconda, partendo sempre da Torino: Pianezza-Alpignano-Almese-Rubiana-Colle del Lys. Infine, passando per la Tangenziale di Torino-Autostrada del Frejus (A32)-uscita Avigliana ovest-Almese-Rubiana-Colle del Lys. Quest'ultima via è soggetta a pedaggio.

## Storia

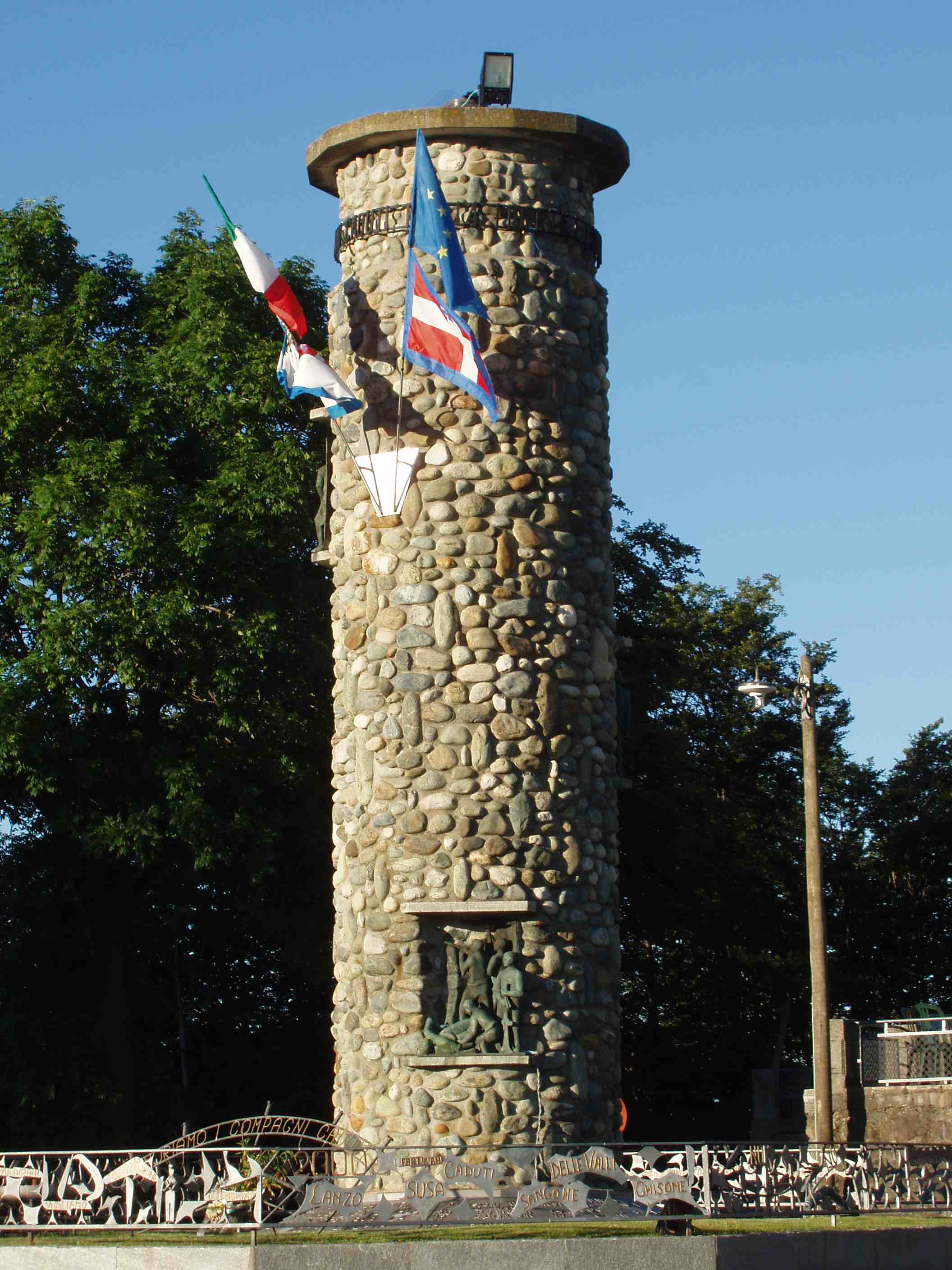
Il monumento ai partigiani

La zona ha avuto una notevole importanza per la Resistenza durante la seconda guerra mondiale. In particolare attorno al colle si è svolta, tra l'1 e il 2 luglio 1944, una battaglia tra i partigiani della 17ª Brigata Garibaldi e le truppe nazifasciste, al termine della quale 26 giovani partigiani  vennero catturati, torturati e trucidati sul posto (Eccidio del Colle del Lys).
Nell'edificio della ex casa cantoniera, non lontano dal monumento eretto sul colle in ricordo dei 2024 partigiani caduti nelle vallate circostanti, è stato allestito un piccolo museo dedicato alla Resistenza.
A partire dal 1996 ogni anno ad inizio luglio si svolge al colle del Lys il meeting internazionale Eurolys.  L'evento riunisce giovani di vari paesi d'Europa sui temi della memoria degli eventi collegati alla Seconda Guerra mondiale, della partecipazione e della democrazia. In parallelo ad Eurolys il colle ospita anche la fase finale del concorso musicale Resistenza Elettrica, patrocinato dalla Provincia di Torino (oggi città metropolitana) e da numerosi altri enti locali e associazioni.

## Escursionismo
Dal colle è agevolmente raggiungibile per tracce di sentiero il Monte Arpone. 
La salita al Monte Rognoso (passando per il Colle della Frai) è più impegnativa e avviene fuori sentiero per un pendio coperto di massi accatastati. Agevolmente raggiungibili sono invece il santuario della Madonna della Bassa e il Colle della Portia.
Il Sentiero della Resistenza raggiunge il colle partendo da Toglie in Valle di Viù; sempre dal colle un breve tratto di strada sterrata consente di raggiungere il Colle della Frai, 
da dove si può proseguire per sentiero verso la parte occidentale dalla Val Messa.

## Alpinismo e sci

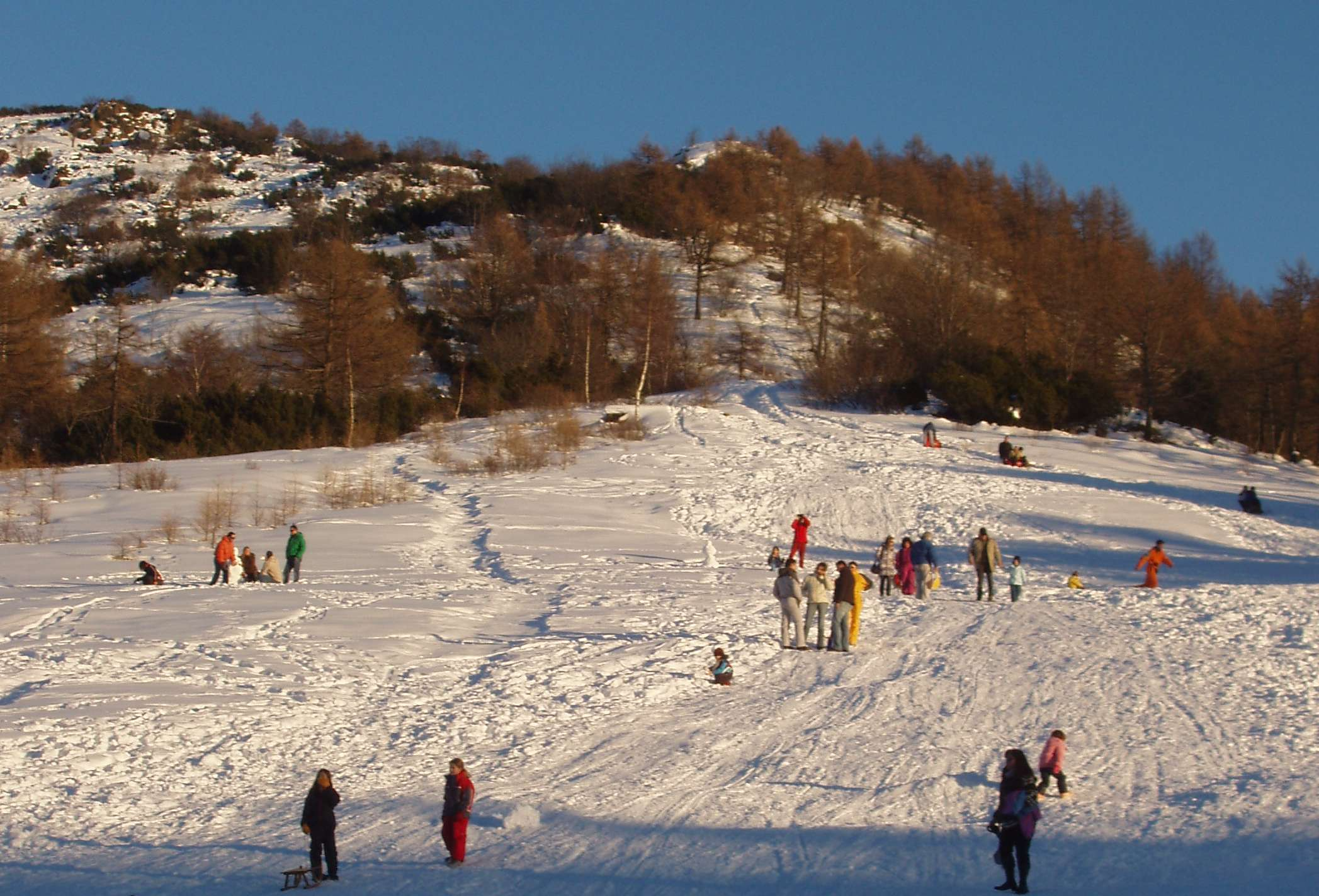
Il Monte Arpone visto dal colle

Alcuni impianti di risalita, in parte ancora oggi in funzione, permettono la pratica dello sci da discesa nei pressi del colle.
Sul versante settentrionale del Monte Arpone è stata aperta una pista di sci di fondo, con impianto di innevamento artificiale. Sul tratto finale della cresta occidentale della montagna, tradizionalmente frequentato nelle belle domeniche invernali da famiglie che lo utilizzavano come pista di discesa per bob e slittini, è stato realizzato uno snowpark.
Sia il Monte Arpone che il Monte Rognoso  sono interessanti mete sci-alpinistiche.